# Хёруп
Хёруп (нем. Hörup) — община в Германии, в земле Шлезвиг-Гольштейн. 
Входит в состав района Шлезвиг-Фленсбург. Подчиняется управлению Шаффлунд.  Население составляет 632 человека (на 31 декабря 2010 года). Занимает площадь 18,15 км².